# Сан Себастијано II (Верона)
Сан Себастијано II је насеље у Италији у округу Верона, региону Венето.
Према процени из 2011. у насељу је живело 25 становника. Насеље се налази на надморској висини од 14 м.